# Jurga Ivanauskaitė
Jurga Ivanauskaitė (Vilnius, 14 de Novembro de 1961 – Vilnius, 17 de Fevereiro de 2007) foi uma escritora lituana, talvez a mais famosa no seu país. O seu trabalho foi traduzido para o inglês, letão, polaco, russo e alemão. Estudou na "Vilnius Art Academy". O seu primeiro livro foi "The Year of the Lilies of the Valley", publicado em 1985. Ela publicou seis novelas, um livro para crianças e um livro de ensaio.
A sua pintura, fotografia, bem como a sua escrita, sofreram uma completa alteração depois da sua visita à Índia e ao Tibete, em meados da década de 1990.
Faleceu na capital da Lituânia, Vilnius, aos 45 anos de idade, em consequência de um sarcoma de tecidos moles.